# Игбокве, Оби
Оби Игбокве (англ. Obi Igbokwe; род. 28 января 1997) — американский легкоатлет, спринтер, чемпион и рекордсмен мира.

## Биография
9 февраля 2019 года на соревнованиях «Clemson Tiger Paw Invitational» в Клемсони в составе команды Университета Хьюстона (другие участники эстафетного квартета — Амер Леттин, Джермейн Холт и Камари Монтгомери) установил мировой рекорд эстафетного бега 4×400 метров в помещении (3.01,51).
На чемпионате мира 2019 получил «золото» в смешанной эстафете 4×400 метров, приняв участие в забеге и став соавтором (вместе с Тайреллом Ричардом, Джессикой Берд и Джасмин Блокер) первого в истории мирового рекорда в смешанной эстафете 4×400 метров (3.12,42). Этот рекорд продержался один день. На следующий день, в финале дисциплины, американский квартет в составе Уилберта Лондона, Эллисон Феликс, Кортни Около и Майкла Черри превзошел это достижение почти на 3 секунды (3.09,84).